# Псевдослучайная перестройка рабочей частоты
Псевдослучайная перестройка рабочей частоты (FHSS — англ. frequency-hopping spread spectrum) — метод передачи информации по радио, особенность которого заключается в частой смене несущей частоты. Частота меняется в соответствии с псевдослучайной последовательностью чисел, известной как отправителю, так и получателю. Метод повышает помехозащищённость канала связи.
Для построения сигнала используется частотно-временная матрица, каждый столбец которой является временной позицией, а строчки соответствуют условному номеру частоты.

## Применение
Метод псевдослучайной перестройки рабочей частоты (ППРЧ) используется как в военной (например, Link 16), так и в гражданской сфере: сигнал, передающийся с использованием данного метода, устойчив к глушению сигнала (до того момента, пока третья сторона не знает используемую последовательность чисел), что позволяет его использовать в военных целях (однако сигнал все равно требует дополнительного шифрования).
В гражданской сфере ППРЧ используется, например, в персональных переносных радиостанциях технологии eXtreme Radio Service (eXRS): рация «прыгает» по 50 частотам из доступных 700, что позволяет получить десять миллиардов уникальных частотно-временных матриц, которые используются в этой технологии как каналы. Таким образом, благодаря огромному количеству каналов, почти невозможно встретить других пользователей данной технологии на случайном канале. Также, из-за того, что частота постоянно меняется, становится невозможным прослушивание сигнала с помощью свободно доступных радиосканеров.
Метод используется в Bluetooth. Сходный метод с более редким изменением частот (Slow frequency hopping) может применяется в GSM

## Новые возможности
Основным недостатком ППРЧ является низкая скорость передачи данных. Поэтому  в последнее время появились идеи симбиоза метода ППРЧ c широкополосными сигналами, например, на основе DSSS , OFDM (ППРЧ с изменением частоты в пределах множества ортогональных несущих либо ППРЧ со сменой несущей частоты одновременно для всего ансамбля OFDM-поднесущих), N-OFDM, FBMC. Такой подход позволяет сохранить преимущества метода ППРЧ, дополнив их возможностью реализации высокоскоростной цифровой связи.

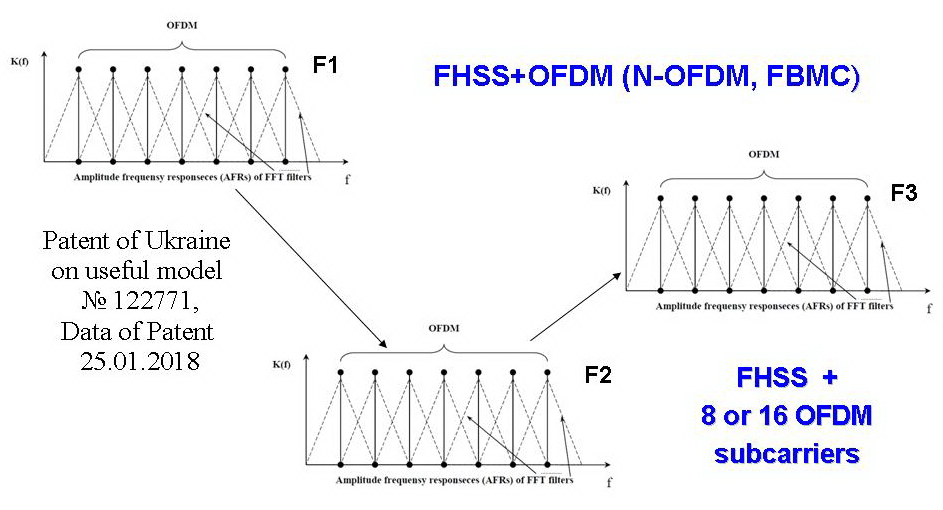
Принцип комбинации ППРЧ и OFDM (N-OFDM)